# Antoine Gras
Antoine Gras, né le 2 mars 1847 à Rochegude (Drôme) et mort le 14 mai 1917 à Bourg-en-Bresse (Ain), est un homme politique français.
Avocat, puis conseiller de préfecture dans la Nièvre, il entre dans la magistrature comme juge d'instruction à Clamecy, puis à Valence, et comme président du tribunal civil d'Ussel puis de Beaune. Il est député de la Drôme de 1893 à 1910, inscrit au groupe radical-socialiste.

## Sources
- « Antoine Gras », dans le Dictionnaire des parlementaires français (1889-1940), sous la direction de Jean Jolly, PUF, 1960 [détail de l’édition]